# Ніккі Бірн
Ніколас Бернард Джеймс Адам Бірн (англ. Nicholas Bernard James Adam Byrne, Jr.; 9 жовтня 1978), найбільш відомий як Ніккі Бірн (англ. Nicky Byrne) — ірландський співак, автор пісень, теле- і радіоведучий, колишній футболіст. У 1998—2012 роках Бірн був у складі відомого ірландського попгурту Westlife. Після його розпаду він почав кар'єру ведучого на різноманітних теле- і радіошоу Ірландії. 2014 року Бірн зайняв друге місце у списку найбільш сексуальних чоловіків Ірландії. 13 січня 2016 року стало відомо, що Ніккі Бірн представлятиме Ірландію на Євробаченні 2016 у Стокгольмі, Швеція із піснею «Sunlight».

## Біографія

### Перші роки
Ніккі Бірн народився 9 жовтня 1978 року в Дубліні. Імена його батьків — Івонн і Ніколас. Окрім нього вони виховували доньку Джилліан і сина Адама. Коли Ніккі було 12 років, він познайомився з Джорджиною Агерн — своєю майбутньою дружиною.
З дитинства Бірн цікавився футболом.

### Кар'єра
В червні 1998 року Ніккі, за запрошенням Луїса Уолша (продюсера гурту Boyzone), приєднався до новоствореного поп-гурту Westlife. 25 пісень цього колективу увійшли в топ-10 британського музичного чарту, 14 з них фінішували на першій позиції. 7 альбомів Westlife досягли першого місця у Великій Британії, а по всьому світу було продано понад 45 мільйонів копій альбомів гурту. Бірн був соавтором багатьох пісень Westlife. 2012 року гурт розпався.
Зараз Ніккі Бірн працює ведучим на ірландському телебаченні. Також він веде декілька радіопередач. У 2013, 2014 і 2015 роках співак оголошував результати голосування Ірландії на Євробаченні.
На початку січня 2016 року дещо провідних ірландських газет опублікували інформацію, що Ірландію на Євробаченні 2016 представить колишній учасник гурту Westlife Ніккі Бірн. Сам співак не став спростовувати цю інформацію, але і не підтвердив її. Нарешті, 13 січня 2016 року ірландський телеканал RTÉ офіційно заявив, що Ніккі Бірн був обраний для того, щоб представляти Ірландію на Євробаченні 2016 в Стокгольмі, Швеція. Конкурсна пісня, «Sunlight», була презентована у той же день.

## Приватне життя
Вже багато років Ніккі Бірн одружений з Джорджиною Агерн, з якою він познайомився, коли йому було 12 років. Вони одружились 5 серпня 2003 року.
Вони мають трьох дітей — близнюків Джея і Рокко (народились 2007 року) і доньку Джию (народилася 2013 року).